# Tetrapedia pyramidalis
Tetrapedia pyramidalis är en biart som beskrevs av Heinrich Friese 1899. Tetrapedia pyramidalis ingår i släktet Tetrapedia och familjen långtungebin. Inga underarter finns listade i Catalogue of Life.